# Bor Dezső
Bor Dezső (Budapest, 1888. május 26. – Budapest, 1974. május 29.), karmester, a Székesfővárosi Zenekar alapító karnagya.

## Élete és munkássága
Bor Dezső Budapesten született édesapja, Bor György második házasságából; édesanyja Varga Ágnes. (A „halmaji” előnevet csak ritkán használta, de a Magyar életrajzi lexikonban – III. kötet – így szerepel.) Legfiatalabb, s második házasságából egyetlen gyermeke édesapjának. Iskolai tanulmányai mellett már 8 éves korától a Nemzeti Zenedében tanult, hegedű-szakon, kitűnő eredménnyel. A család szűkös anyagi helyzete miatt azonban 1905-ben, 17 éves korában katona-zenésznek jelentkezett. Itt folytatta zenei tanulmányait, trombita szakon, egyidejűleg vezénylésből is képezve magát. Négy év katonai szolgálat után 1909-ben leszerelt, és 1913-ig a MÁV-nál, illetve a „Szabadalmazott osztrák-magyar államvasút társaság, a magyar bányák, huták és uradalmak budapesti igazgatóság”-ánál dolgozott. 1913. szeptember 1-től lett a Fővárosi Könyvtárban (jelenleg Fővárosi Szabó Ervin Könyvtár) fővárosi tisztviselő. Ezzel egy időben folytatta muzsikusi tevékenységét, és zenekar-szervezési életműve első állomásaként már 1911-ben létrehozta az Újpesti Munkásotthonban az ország első szimfonikus munkászenekarát, amely az első világháborúig rendszeresen adott hangversenyeket.
A világháború kitörésekor 1914 szeptemberében bevonult, a háború 4 éve alatt katonazenészként szolgált, mind az orosz, mind az olasz fronton. 1918 decemberétől ismét folytatta tisztviselői munkáját a Fővárosi Könyvtárban. Tisztviselői pályáján 1935. május 1-től segédhivatali igazgató lett, majd 1940. január 1-jén érte el a segédhivatali főigazgatói fokozatot. Egy 1922-ből származó fénykép tanúsága szerint a háború befejezése után, de még a Székesfővárosi Zenekar megalakulása előtt a MFTR (Magyar Folyam- és Tengerhajózási Részvénytársaság) fúvószenekarát vezette.
Tisztviselői pályafutásával párhuzamosan fejtette ki zenei tevékenységét. 1922-ben kezdte megszervezni a Székesfővárosi Zenekart, mint nem hivatásos muzsikusokból álló együttest, elsősorban a komoly zenét igényes módon művelő fővárosi alkalmazottakból. Első nyilvános hangversenyüket 1923. április 5-én adták a Vigadó nagytermében. Ez volt az első szimfonikus zenekar, amely már tíz nappal a Magyar Rádió 1925. december 1-jén megkezdett működése után a Rádióban szerepelt, Bor Dezső vezényletével. A következő másfél évtized során a Fővárosi Zenekar hangversenyei előbb a Gellért fürdő bejárati csarnokában, majd a Pesti Vigadóban, nyáron pedig a Városligetben, az Iparcsarnok előtti zenepavilonban, a Városmajorban, s a Károlyi kertben a város kulturális életének közismert és közkedvelt színfoltjaivá váltak. A hangversenyek túlnyomó részét Bor Dezső vezényelte: a megindulástól 1939-ig adott 1563 koncertből 1231-et.
1939-ben a zenekart egyesítették a Budapesti Hangversenyzenekarral és hivatásos zenekarrá alakították. Ebben Bor Dezső másodkarmester volt 1945-ig. Erre az időszakra esnek a zenekari tagokból alakult kisebb együttes fürdő-hangversenyei a Rudas-, Lukács- és Császár-fürdők melletti parkokban. Ezt követően is vezényelte néhányszor a zenekart, így 1947-ben a 25 éves fennállás jubileuma alkalmából. A zenekart 1952-től már Állami Hangversenyzenekarnak hívták, majd 1998-tól Nemzeti Filharmonikus Zenekarnak.
1945-ben zenekari tevékenysége visszakanyarodott fiatalkori kulturális működésének színhelyére, Újpestre. Az “Egyesült Izzó” vezetőinek felkérésére megszervezte, és több mint tíz éven át vezette a gyár szimfonikus zenekarát. Megrendült egészségi állapota miatt 1958-ban, 70 éves korában, ünnepi búcsúhangverseny keretében vonult vissza a vezényléstől.
Az “Egyesült Izzó” zenekarának megszervezésével egy időben Bor Dezső kísérletet tett arra, hogy fővárosi alkalmazottakból alapítson egy amatőr zenészekből álló zenekart, hasonlóan az 1923-ban létrehozott Székesfővárosi Zenekarhoz. Ez átmenetileg sikerült is, és először, mint a Székesfővárosi Alkalmazottak Szociáldemokrata Pártszervezetének zenekara, majd VAOSZ zenekar (Székesfővárosi Alkalmazottak Hangversenyzenekara) néven 1947-ben és 1948-ban néhány nívós hangversenyt adott, ezekből több mint tíz hangverseny műsora ismert. Hangversenyeik színhelyei többek között a Vasas szakszervezet Magdolna utcai székháza, a Gellért gyógyfürdő márványterme, a Városi Színház (ma Erkel Színház) és a Várkert-kioszk voltak. A zenekar 1948 után megszűnt.
Eközben a Fővárosi Szabó Ervin Könyvtárban először a “B-listázások” során 1946-ban elbocsátották, később visszavették, majd a kommunista hatalomátvétel után 1949. október elsejével végképp kényszernyugdíjazták. Ekkor fiatalkora óta művelt fotográfiai tevékenysége alapján talált még munkalehetőséget. Ugyanis már az első világháború óta kiváló amatőr fényképész volt, kiállításokon is szerepelt, és fényképei több alkalommal díjakat is nyertek (így pl. 1935-ben a “Wiener Fremdenverkehrsstelle” díját a M.O.A.E. pályázatán). Még a 30-as években ő szervezte meg a Fővárosi Könyvtár fotólaboratóriumát, s kis tanulmányt is írt “A fényképezés a könyvtár szolgálatában” címmel [Bg 025-8-20 jelzet, Szabó Ervin Könyvtár]. Dokumentum-fotózási és dokumentációs szakismeretei révén 1949 és 1958 között a Nehézvegyipari Kutató Intézet (NEVIKI) budapesti dokumentációs osztályán dolgozott.
Nyugalomba vonulása után Kenesei Sándorral, a zenekar egykori tagjával megírta a Székesfővárosi Zenekar és az Állami Hangversenyzenekar 1923 és 1963 közötti történetét. A mintegy 1000 gépelt oldalnyi terjedelmű mű kéziratban maradt fenn.

## Magánélete
Bor Dezső 1922-ben nősült, első felesége Tima Horváth Margit volt. 1924-ben született György fiúk. Felesége 1931-ben hosszabb betegség után elhunyt. 1932-ben másodszor is megnősült, második felesége Bertók Ferike (Fanni) opera-énekesnő volt, a Zeneakadémián 1925-ben szerzett diplomát. Rendszeresen fellépett a Városi Színház (ma Erkel Színház) operaelőadásain, több esetben az Operaház színpadán is. 1927 és 1930 között egy-egy évadra a németországi Altenburg és Gera operaházaihoz szerződött. Még a házasságkötés után is többször szerepelt hangversenydobogón és rádiókoncerteken. Dezső fiúk 1934-ben született.
Bor Dezső hagyománytisztelően ragaszkodott a református egyházhoz, mintegy 40 éven át presbitere volt a Budapest-Kálvin téri egyházközségnek. 1974-ben hunyt el Budapesten.

## Díjak, elismerések

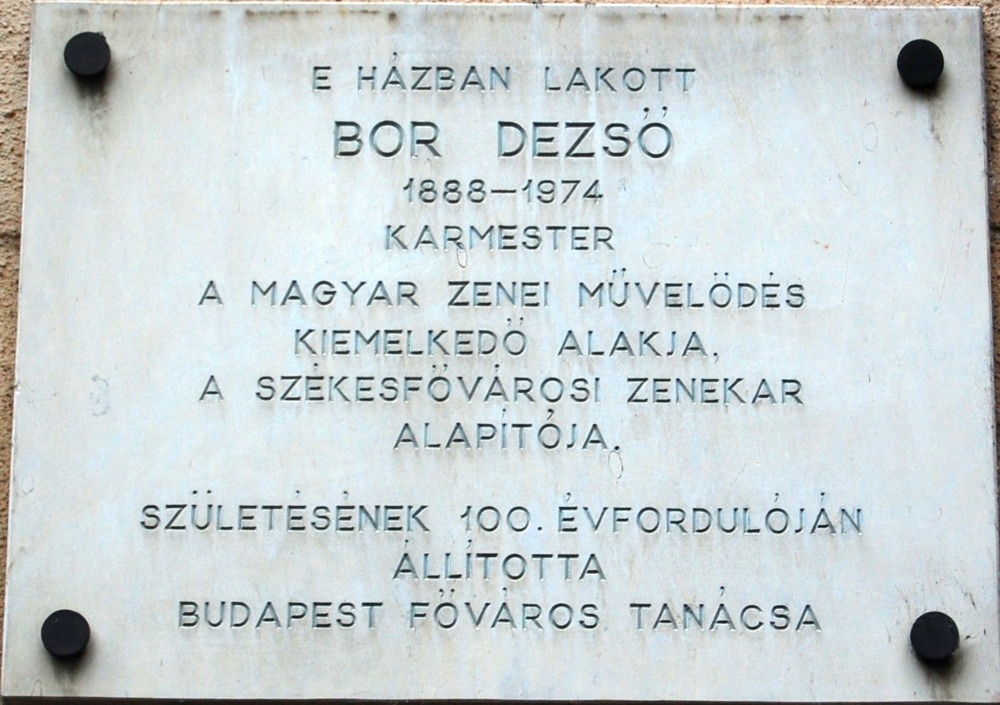
Bor Dezső emléktáblája Budapest IX. kerületében

Zenei működése során többször kapott elismerő emlékérmeket, dedikált díszserlegeket. 1947-ben a Székesfővárosi Zenekar fennállásának 25-ik évfordulója alkalmából díszoklevelet kapott. Az Egyesült Izzó zenekarának vezetéséért „Szocialista Kultúráért” kitüntetést kapott.
Születése 100. évfordulójának évében, 1988-ban emléktáblát helyeztek el a Budapest IX. Ferenc tér 4. számú háznak a falán, ahol 1932-től haláláig lakott.

## Publikációk
- Bor Dezső - Kenesei Sándor: A Székesfővárosi Zenekar és az Állami Hangversenyzenekar közötti története 1923 – 1963. (A mintegy 1000 gépelt oldal terjedelmű mű kéziratban maradt fenn, és a Zenetudományi Intézet könyvtárában, valamint a Nemzeti Filharmonikus Zenekar kottatárában található)